# Франтішек Їрасек
Франтішек Їрасек (чеськ. František Jirásek) — чеський футболіст, що грав на позиції захисника і півзахисника.

## Футбольна кар'єра
Виступав у команді «Сміхов» (Прага), у складі якої двічі був володарем кубка милосердя у 1906 і 1907 роках, а також двічі фіналістом турніру у 1909 і 1910 роках.
У складі збірної Богемії зіграв два матчі. 1 квітня 1906 року у Будапешті Богемія, основу якої складали гравці клубів «Сміхов» і «Метеор VIII», зіграла внічию 1:1 зі збірною Угорщини. Через рік 7 квітня 1907 року також у Будапешті Богемія поступилась угорцям з рахунком 2:5.